# Platja del Cau del Llop
La platja del Cau del Llop és una platja del municipi de Llançà (Alt Empordà) situada en una zona urbanitzada, a gairebé un quilòmetre del nucli urbà del Port de Llançà. És una platja força tancada i protegida de mar obert per trams de roques a nord i a sud. Està emmarcada per un penya-segat en semicercle. Té una longitud de 140 m i una amplada mitjana de 25 m, de sorra molt gruixuda i un pendent d'entrada a l'aigua molt fort. No disposa de cap servei, tot i que a l'estiu hi ha un parell de quiosquets. Davant de la platja, cap al nord, hi ha les illes del Falcó, un grup de roques molt properes a la costa que són idònies per al busseig.
L'Agència Catalana de l'Aigua efectua un control setmanal de la qualitat de l'aigua, durant la temporada de bany, amb el resultat d'excel·lent.
La carretera GI-612, que va de Llançà al Port de la Selva, passa propera a la platja, però no hi ha zona d'aparcament. S'hi accedeix pel camí de ronda, que coincideix amb el GR-92.